# 처비 체커

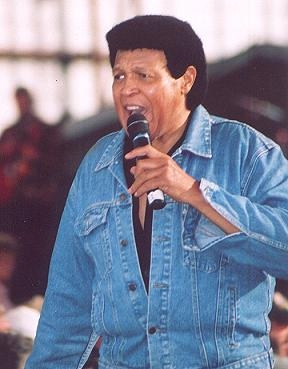
처비 체커(2005년)

처비 체커(Chubby Checker, 1941년 10월 3일 ~ )는 미국의 가수이다. 필라델피아에서 태어나 고교 시절부터 가수로 활약하였다. 파크웨이와 계약을 맺은 이후로 1960년에는 《트위스트》, 1961년에는 《렛 트위스트 어게인》 등이 큰 인기를 얻어 전 세계에 트위스트 붐을 일으켰다.

## 참고 문헌
- 이 문서에는 다음커뮤니케이션(현 카카오)에서 GFDL 또는 CC-SA 라이선스로 배포한 글로벌 세계대백과사전의 내용을 기초로 작성된 글이 포함되어 있습니다.